# Pedro Spajari
Pedro Spajari (Amparo, 18 de fevereiro de 1997) é um nadador brasileiro.

## Trajetória esportiva

### 2015–16
No Campeonato Mundial Júnior de Natação de 2015, realizado em Cingapura, ele terminou em 5º nos 100 metros livres, e 4º no revezamento 4 × 100 m livres.
Em 2016, Spajari descobriu que tem a Síndrome de Klinefelter, que afeta apenas homens. O problema reduz o nível de testosterona do corpo, afeta a atenção e prejudica a imunidade. A síndrome reduziu seu desempenho e encerrou seu sonho de defender a equipe brasileira nos Jogos Olímpicos de Verão de 2016 no Rio de Janeiro. Ao descobrir o problema, ele iniciou o tratamento médico com reposição hormonal, devidamente autorizado pelas autoridades esportivas.

### 2017–20
Ele esteve na Universíada de Verão de 2017, terminando em 6º nos 100 metros livres, 5º no revezamento 4 × 100 m medley e 6º no revezamento 4 × 100 m livres.
No Campeonato Pan-Pacífico de Natação de 2018 em Tóquio, Japão, ele conquistou a medalha de ouro no revezamento 4x100m livre, juntamente com Gabriel Santos, Marco Ferreira Júnior e Marcelo Chierighini. Ele também terminou em 4º no revezamento 4x100m medley, 6º nos 50m livres, e 7º nos 100m livres.
No Campeonato Mundial de Esportes Aquáticos de 2019, em Gwangju, na Coreia do Sul, no revezamento 4×100m livres, terminou em 6º, ajudando o Brasil a se classificar para os Jogos Olímpicos de Tóquio 2020.
Nos Jogos Pan-Americanos de 2019, realizados em Lima, Peru, ganhou o ouro no revezamento 4 × 100 metros livres, quebrando o recorde dos Jogos Pan-Americanos. Ele também ganhou uma medalha de prata no revezamento 4 × 100 metros livres misto, por participar das eliminatórias da prova. Também participou dos 50m livres, terminando em 5º lugar.